# Локально компактна група
Локально компактною групою у математиці називається топологічна група, яка є локально компактним топологічним простором. Для таких груп можна узагальнити деякі аналітичні поняття типові для евклідових просторів. Локально компактні групи і їх представлення є предметом дослідження в гармонічному аналізі.

## Означення
Топологічною групою називається група {\displaystyle G} із груповою операцією {\displaystyle \cdot } і нейтральним елементом {\displaystyle e} на якій задана топологія так, що {\displaystyle \cdot \colon G\times G\to G} (із топологією добутку на {\displaystyle G\times G}) і відображення обертання {\displaystyle x\mapsto x^{-1}} є неперервними. Топологічний простір називається локально компактним, якщо кожна точка простору має компактний окіл. 
Локально компактною групою називається топологічна група, що є локально компактним топологічним простором.
Для перевірки властивості локальної компактності достатньо перевірити існування компактного околу для нейтрального елемента {\displaystyle e}.
Часто додатково вимагається щоби група була гаусдорфовою. 

## Приклади
- Кожна група із дискретною топологією або антидискретною топологією є локально компактною. Нетривіальні групи із антидискретною топологією є прикладом негаусдорфових локально компактних груп.
- Евклідів простір {\displaystyle \mathbb {R} ^{n}} із операцією додавання, {\displaystyle \mathbb {R} \setminus \left\{0\right\}} із операцією множення і, загальніше, кожна Група Лі є локально компактними групами.
- Для кожної множини {\displaystyle X},  {\displaystyle (\mathbb {Z} /2\mathbb {Z} )^{X}} утворює компактну і, отже, локально компактну групу із покомпонентним додаванням. Для {\displaystyle X=\mathbb {N} } ця група є гомеоморфною множині Кантора.
- Поле p-адичних чисел {\displaystyle \mathbb {Q} _{p}} із операцією додавання, {\displaystyle \mathbb {Q} _{p}\setminus \left\{0\right\}} із операцією множення є локально компактними групами.
- Дійсний або комплексний нормований векторний простір є адитивною топологічною групою, яка є локально компактною тоді і лише тоді, коли простір є скінченновимірним.
- Більш загально, щонайменше одновимірний T0 топологічний векторний простір над повним, недискретним топологічним тілом є локально компактною групою з додаванням тоді і лише тоді, коли він є скінченновимірним, а тіло є локально компактним. [1]

- На вільному добутку принаймні двох нетривіальних груп, зокрема вільних груп, кожна локальна компактна гаусдорфова група є дискретною. [2]

## Топологічні властивості
Локально компактні групи, як і будь-які локально компактні простори є цілком регулярними.Крім того, вони є навіть паракомпактними і, отже, для гаусдорфових груп також  нормальними. 
Ці властивості випливають із рівномірної локальної компактності, тобто з того факту, що у  лівій або правій рівномірній структурі, індукованій груповою структурою, існує {\displaystyle U} такий, що {\displaystyle U[x]} (тобто множина таких точок {\displaystyle y\in G,} що {\displaystyle (x,y)\in G}) є компактним околом {\displaystyle x} для кожного {\displaystyle x\in G} .
Що стосується лівої та правої однорідних структур, то локально компактні топологічні групи є повними, тобто кожен фільтр Коші є збіжним. 
Як і для кожного регулярного простору і зокрема топологічної групи для локально компактної топологічної групи метризовність випливає із виконання другої аксіоми зліченності. Для кожної локально компактної групи, що задовольняє другу аксіому зліченності існує метрика, яка породжує топологію і є інваріантною щодо лівих зсувів і в якій усі обмежені, замкнуті множини є компактними (як у евклідовому просторі згідно з лемою Гейне — Бореля) і тому кожна локально компактна група, що задовольняє другу аксіому зліченності є польською групою. 

## Підгрупи та коефіцієнти
Підгрупа {\displaystyle H} локально компактної групи {\displaystyle G} є локально компактною тоді і лише тоді, коли вона є замкнутою. Це випливає з того, що кожен повний підпростір однорідного простору є замкнутим.  Якщо {\displaystyle H} є замкнутою підгрупою, то простір лівих класів суміжності {\displaystyle G/H} із фактортопологією є локально компактним однорідним простором, на якому {\displaystyle G} діє за допомогою лівого множення. Якщо замкнена підгрупа є нормальною підгрупою, то факторгрупа є локально компактною групою.
Кожна локально компактна група має підгрупу, яка є відкритою, замкнутою (що випливає з відкритості) та σ-компактною. Таким чином група є диз'юнктним об'єднанням σ-компактних підпросторів (а саме лівих або правих класів суміжності цієї групи) із топологією об'єднання. 
Для кожної топологічної групи {\displaystyle G} і локально компактної підгрупи {\displaystyle H} простір лівих класів суміжності {\displaystyle G/H} є повним щодо фактора рівномірної структури {\displaystyle G} по {\displaystyle H}, тобто фінальної рівномірної структури щодо канонічної сюр’єкції групи {\displaystyle G} на факторпростір {\displaystyle G/H}. 
Для кожної дискретної підгрупи {\displaystyle H} топологічної групи {\displaystyle G}, група {\displaystyle G} є локально компактною тоді і лише тоді, коли простір {\displaystyle G/H} є локально компактним. 

## Структура
Кожна локально компактна гаусдорфова група може бути наближена в певному сенсі групами Лі: кожна така група {\displaystyle G} має відкриту підгрупу {\displaystyle G^{\prime }} в якій для кожного околу нейтрального елемента існує підмножина {\displaystyle K}, яка є компактним нормальним дільником {\displaystyle G^{\prime }} і {\displaystyle G^{\prime }/N} є групою Лі.  Кожна зв'язана локально компактна гаусдорфова група {\displaystyle G}, таким чином, має компактний нормальний дільник {\displaystyle K} для якого факторгрупа {\displaystyle G/K} є групою Лі і є підгрупою добутку груп Лі. 
Ще до доведення цих тверджень, було доведено, що кожна зв'язана локально компактна група {\displaystyle G}, для якої виконується вказана властивість апроксимації (тобто насправді кожна гаусдорфова зв'язана локально компактна група) є гомеоморфною {\displaystyle \mathbb {R} ^{n}\times K} для деякого натурального числа {\displaystyle n} та компактної групи {\displaystyle K}. Гомеоморфізм {\displaystyle \phi \colon \mathbb {R} ^{n}\times K\to G} можна вибрати так, щоб усі обмеження {\displaystyle \phi {\upharpoonright }\{0\}^{i}\times \mathbb {R} \times \{0\}^{n-i}} і {\displaystyle \phi {\upharpoonright }\{0\}^{n}\times K} були ізоморфізмами топологічних груп. 
Для зв'язаної максимально майже періодичної групи, тобто групи, скінченновимірні унітарні представлення якої розділяють точки, зокрема для всіх абелевих груп, можна навіть вибрати {\displaystyle \phi } який є ізоморфізмом топологічних груп. 

## Добутки, границі та кограниці
Функтор забуття, який присвоює локально компактній групі її абстрактну групу без топологічної структури, має лівий і правий спряжені функтори. Лівий спряжений функтор оснащує групу дискретною топологією, правий спряжений функтор — антидискретною топологією. Таким чином, функтор забуття зберігає границі та кограниці, тобто границі (наприклад добутки) і кограниці (наприклад, кодобутки), якщо вони існують є відповідними границями і кограницями в категорії груп із відповідною топологією.
У категорії локально компактних груп існують скінченні добутки із топологією добутку. У категорії локально компактних гаусдорфових груп (у якій функтор забуття теж зберігає границі) також існує розшарований добуток (для морфізмів {\displaystyle f\colon F\to S,g\colon G\to S} як ядро морфізма {\displaystyle F\times G\to S,(x,y)\mapsto f(x)g(x)^{-1}}) і відповідна категорія є скінченно повною. 
Топологія добутку для добутку нескінченної кількості локально компактних груп, натомість є локально компактною тоді і лише тоді, коли всі, крім можливо скінченної кількості множників, є компактними групами. 
Однак, у деяких випадках добуток у категорії локально компактних гаусдорфових груп можна отримати для сильнішої топології декартового добутку. Наприклад коли всі, за винятком можливо скінченної кількості множників мають компактний, відкритий нормальний дільник, для якого факторгрупа є групою без кручень. Топологію категоріального добутку таких множників {\displaystyle G_{i}} з компактними, відкритими нормальними дільниками {\displaystyle K_{i}} можна охарактеризувати вимогою, щоб добуток {\displaystyle \textstyle \prod _{i}K_{i}} із топологією добутку утворював відкритий підпростір. Тоді на добутку {\displaystyle \textstyle \prod _{i}G_{i}} топологія є топологією суми класів суміжності звичайного добутку {\displaystyle \textstyle \prod _{i}K_{i}}, що не залежить від вибору {\displaystyle K_{i}}. Наприклад, категоричний добуток будь-якої сім'ї дискретних груп без кручення (наприклад, {\displaystyle \mathbb {Z} }) у цій категорії знову є дискретним. 

## Міра Хаара
У кожній локально компактній гаусдорфовій групі існує міра Бореля, яка є однозначною, за винятком масштабування і є додатною на непустих відкритих множинах і інваріантною щодо лівих зсувів. Ця міра називається лівою мірою Хаара. Аналогічно існує права міра Хаара, яка є незмінною при зсувах вправо. Важливим особливим випадком локально компактних груп із особливими властивостями є групи, в яких ліві і праві міри Хаара є рівними. Такі групи називаються унімодулярними. 
Міра Хаара дозволяє ввести інтегрування (т. зв. інтеграл Хаара) на локально компактних групах і відіграє вирішальну роль у теорії представлень локально компактних груп.
Кожен вимірний гомоморфізм між локально компактними групами є неперервним. Умову можна ще більше послабити вимагаючи щоб лише прообрази відкритих множин були вимірними і не вимагаючи умов гомоморфізму на деяких підмножинах нульової розмірності. 

## Представлення
Для локально компактної групи {\displaystyle G} та простору Гільберта {\displaystyle {\mathcal {H}}} унітарним представленням {\displaystyle G} називається неперервний гомоморфізм {\displaystyle \pi \colon G\to U({\mathcal {H}})}, де {\displaystyle U({\mathcal {H}})} — унітарна група із сильною операторною топологією (або відповідною слабкою топологією оператора. Деякі основні теореми гармонічного аналізу дозволяють далекосяжні узагальнення перетворення Фур'є для функцій на певних локально компактних групах, враховуючи таке представлення.